# Andropogon gerardii
Andropogon gerardii (o gerardi) es una especie de planta herbácea de la familia Poaceae. Se encuentra en América.

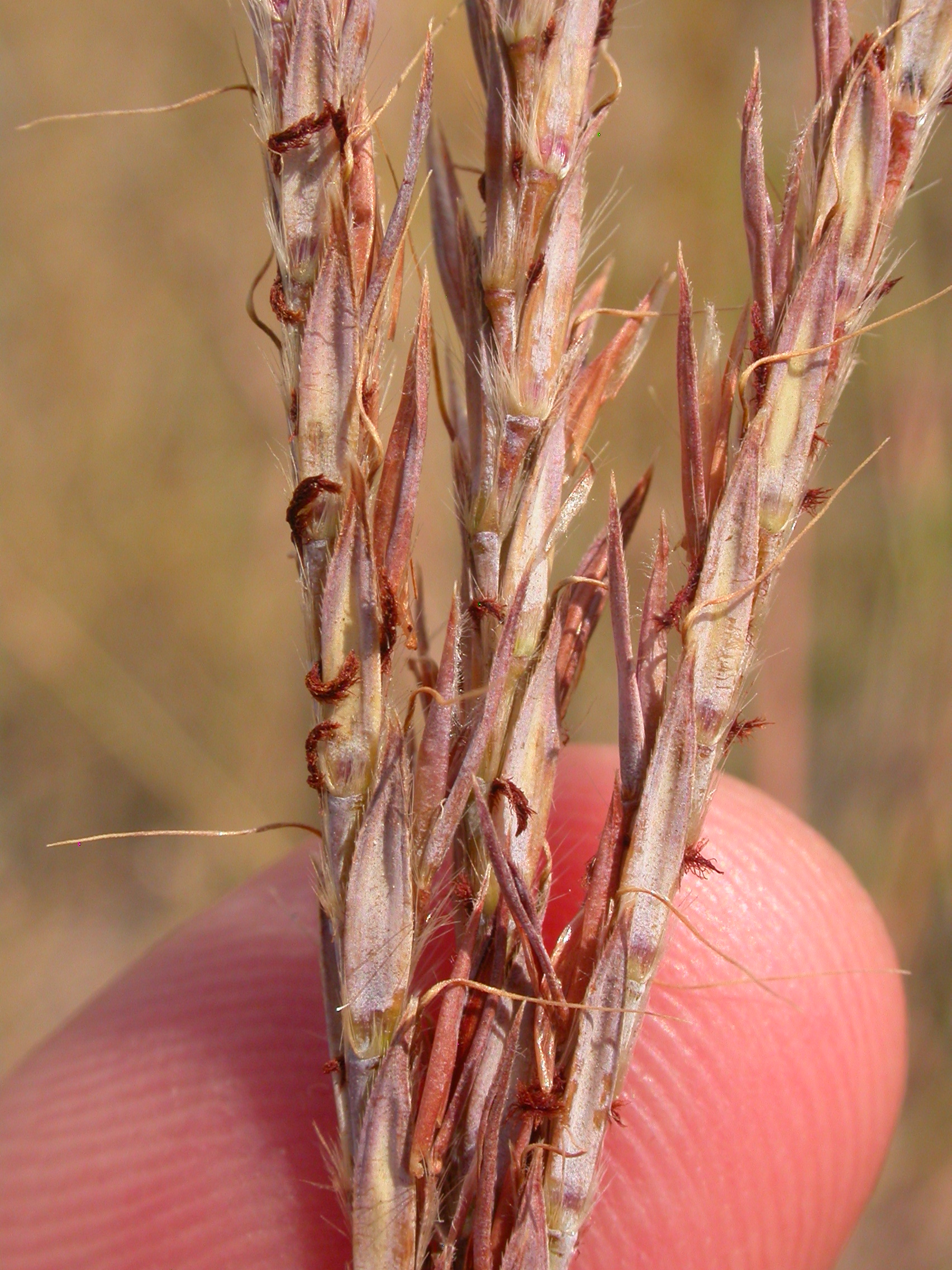
Espiga

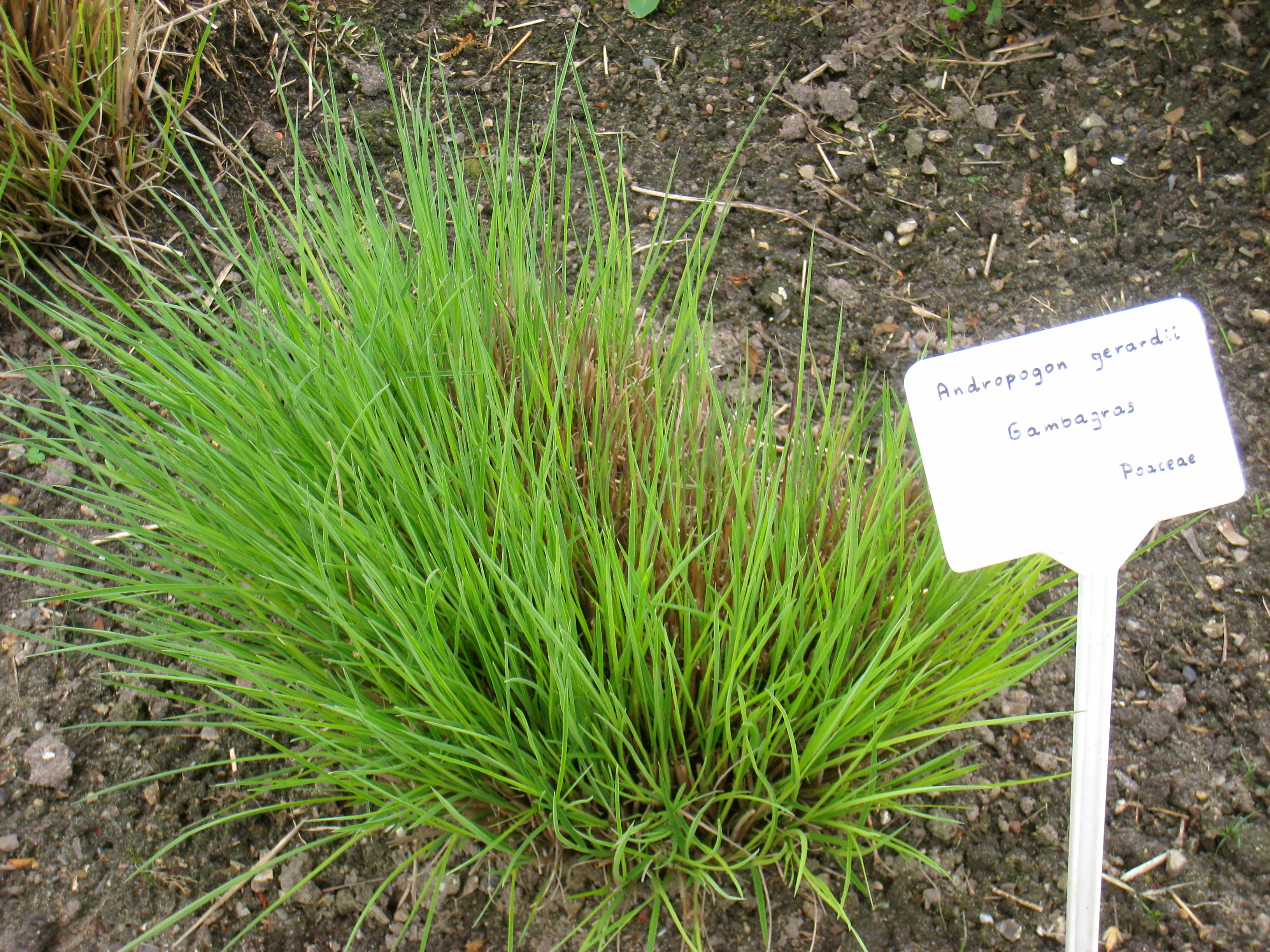
Vista de la planta

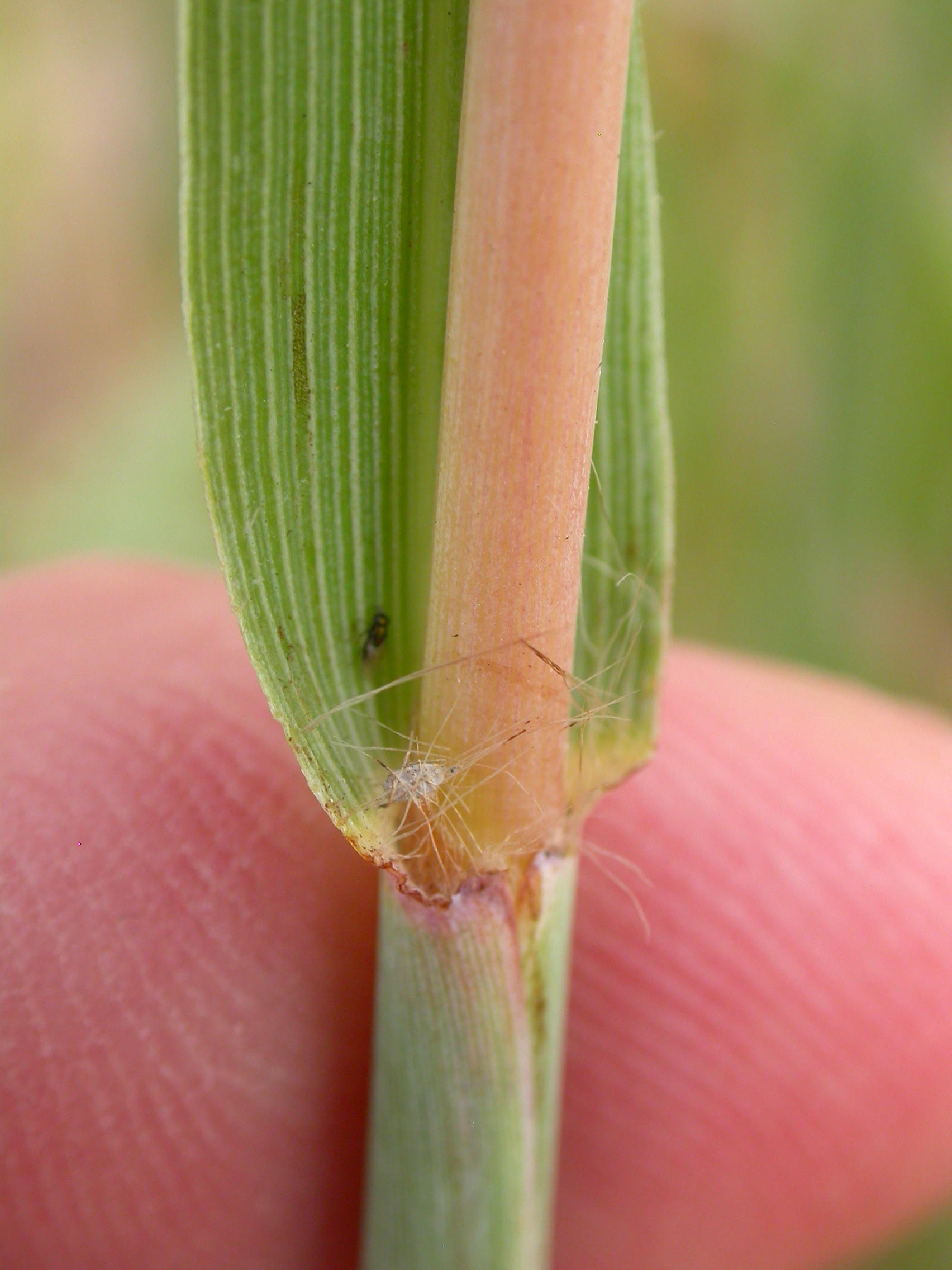
Detalle

## Distribución y hábitat
Es nativa de la mayor parte de los grandes llanuras y praderas y pastizales del centro de América del Norte.

## Descripción
Esta especie es tolerante de una amplia gama de suelos. Dependiendo de las condiciones del suelo y la humedad, alcanza un tamaño de 1-3 metros de altura. El tallo azul es una planta perenne pajonal. La base del tallo se vuelve azul o púrpura a medida que madura. Las cabezas de la semilla tienen tres proyecciones en espiga. Las raíces son profundas, y las plantas tienen fuertes rizomas, por lo que forma un césped muy fuerte. Florece en verano y las semillas en el otoño.

## Ecología
Andropogon gerardii es una hierba de los ecosistemas de la pradera. Crece en altura, en rodales muy densos que dan sombra a otras especies de plantas. Las gradas crecen hasta que la perturbación interrumpe su propagación. Es intolerante a la sombra, pero por lo general vuelve a crecer después de fuego.

## Usos
Agricultura
La hierba y sus variantes son buenos forrajes para caballos y ganado vacuno, y también pueden ser cortadas y utilizadas para heno. La hierba es rica en proteínas. Si bien no se considera la más alta calidad forrajera nativa que se encuentra en los Estados Unidos, t ha sido considerada como una hierba conveniente y ecológicamente importante por los ganaderos y ecologistas de los pastizales.
Paisaje
Se cultiva por especialidad en viveros de plantas por su tolerancia a la sequía en el estado natal. A menudo se cultiva por los jardines de fauna, paisaje natural en hábitat de proyectos de restauración de las praderas.
Biocombustibles
Debido a su alta biomasa, el tallo azul está siendo considerado como una materia prima potencial para la `producción de etanol.
Símbolos
Andropogon gerardii es la hierba estado de Illinois y Missouri y la hierba de la pradera oficial de Manitoba.

## Taxonomía
Andropogon gerardii fue descrita por Fulgenzio Vitman y publicado en Summa Plantarum, . . . 6: 16. 1792.
Etimología
El nombre del género proviene del griego aner andr-(hombre) y pogon (barba), aludiendo a las vellosidades de los pedicelos de las espiguillas estériles masculinas.
gerardii: epíteto
Variedad aceptada
- Andropogon gerardii var. hondurensis R.W.Pohl

Sinonimia
- Andropogon furcatus Muhl. ex Willd.
- Andropogon hallii var. grandiflorus Scribn.
- Andropogon provincialis Lam.
- Andropogon provincialis var. tennesseensis Scribn.
- Andropogon tennesseensis (Scribn.) Scribn.
- Leptopogon furcatus (Muhl. ex Willd.) Roberty
- Sorghum provinciale Kuntze[11][12]